# 葛琳仪
葛琳仪（1933年—），女，江苏吴县人，中国中医学家，浙江省中医院原院长、主任医师，浙江中医学院原副院长，第三届国医大师。